# Șupitca
Șupitca – wieś w Rumunii, w okręgu Botoszany, w gminie Coșula. W 2011 roku liczyła 823 mieszkańców.